# Bibiane Schulze
Bibiane Schulze (Bad Soden am Taunus, 12 november 1998) is een voetbalspeelster uit Duitsland. Ze speelt als verdediger voor Athletic Bilbao in de Primera División.

## Clubcarrière
Schulze voegde zich vanuit FV 07 Neuenhain in de jeugdopleiding van 1. FFC Frankfurt. Voor deze club kwam ze zevenmaal uit in de Bundesliga. In juli 2019 stapte ze over naar Athletic Bilbao. De overstap was controversieel aangezien supporters zich afvroegen in hoeverre Schulze verbonden was met Baskenland en of dit in overeenstemming was met het transferbeleid van de Baskische club die enkel speelsters contracteerde uit haar regio. Clubpresident Aitor Elizegi sprak de klachten tegen door te stellen dat Schulze van Baskische oorsprong is en haar grootvader Francisco Belauste al eerder voor de club uitkwam.
In haar eerste twee seizoenen kwam Schulze vooral uit voor Athletic Bilbao B. In oktober 2020 maakte ze haar debuut voor de hoofdmacht van Athletic Bilbao in een wedstrijd tegen Sevilla FC. In juli 2021 werd Schulze uitgeleend aan competitiegenoot Valencia CF. Mede door blessures bij centrale verdedigsters Garazi Murua en Naroa Uriarte groeide Schulze in het seizoen 2022/23 uit tot basisspeelster bij Athletic Bilbao.

## Statistieken
| Seizoen | Club             | Land      | Competitie        | Wedstrijden | Doelpunten |
| ------- | ---------------- | --------- | ----------------- | ----------- | ---------- |
| 2015/16 | FFC Frankfurt II | Duitsland | Tweede Bundesliga | 11          | 0          |
| 2016/17 | FFC Frankfurt II | Duitsland | Tweede Bundesliga | 3           | 0          |
| 2017/18 | FFC Frankfurt II | Duitsland | Tweede Bundesliga | 2           | 0          |
| 2018/19 | FFC Frankfurt II | Duitsland | Tweede Bundesliga | 2           | 0          |
| 2016/17 | 1. FFC Frankfurt | Duitsland | Bundesliga        | 3           | 0          |
| 2017/18 | 1. FFC Frankfurt | Duitsland | Bundesliga        | 2           | 0          |
| 2018/19 | 1. FFC Frankfurt | Duitsland | Bundesliga        | 2           | 0          |
| 2020/21 | Athletic Bilbao  | Spanje    | Primera División  | 1           | 0          |
| 2021/22 | Valencia CF      | Spanje    | Primera División  | 15          | 0          |
| 2022/23 | Athletic Bilbao  | Spanje    | Primera División  | 19          | 0          |
| 2023/24 | Athletic Bilbao  | Spanje    | Primera División  | 15          | 0          |
| 2024/25 | Athletic Bilbao  | Spanje    | Primera División  | 2           | 0          |
| Totaal  | Totaal           | Totaal    | Totaal            | 95          | 3          |

Laatste update: 23 maart 2025

## Interlandcarrière
Schulze maakte in 2024 haar debuut voor de Duitse nationale ploeg.
Op de Olympische Spelen in 2024 wist Schulze met haar land een bronzen medaille te winnen.